# Heinrich Schëuch
Heinrich Scheüch (Sélestat, 21 juin 1864 – Bad Kissingen, 3 septembre 1946), est un officier général allemand et ministre prussien de la Guerre.
Il est l'un des rares Alsaciens à obtenir un grade militaire supérieur dans l'Empire allemand.

## Biographie
Né à Schlestadt dans le Bas-Rhin, Henri Scheuch est le fils d'un juge d'instruction, Georges Jean-Baptiste Nicolas François Scheüch et de Émilie Laure Graff.
Sa famille choisi de demeurer en Alsace après le traité de Francfort de 1871.
Il intègre le 15 avril 1882 le 112e régiment d'infanterie (de) de l'armée prussienne en tant qu'enseigne à Colmar. Après avoir reçu le brevet de son grade le 16 novembre 1882, il est promu au rang de sous-lieutenant le 17 octobre 1883. À partir du 30 août 1889, il agit comme adjudant du 4e bataillon, puis est transféré le 1er avril 1890 dans le 142e régiment d'infanterie, où il est adjudant du 1er bataillon. Dans cette fonction, Schëuch devient premier-lieutenant le 28 juillet 1892 et étudie à l'académie de guerre du 1er octobre 1892 au 30 septembre 1893. Il est ensuite adjudant de régiment jusqu'au 11 septembre 1895. Il est ensuite affecté comme adjudant à la 58e brigade d'infanterie. Tout en restant à ce commandement et en étant promu capitaine, Schëuch est muté le 27 janvier 1897 au 99e régiment d'infanterie (de). À la mi-novembre 1897, il est affecté au ministère de la Guerre à Berlin. Nommé aide de camp du directeur du département militaire et économique, Schëuch sert au ministère de la Guerre jusqu'au 15 juin 1900. Il retourne ensuite au service des troupes et devient commandant de compagnie dans le 69e régiment d'infanterie.

### Première Guerre mondiale
En août 1914, le colonel Scheüch devient chef d’État-Major (Stabschef) du ministre de la Guerre Erich von Falkenhayn au Grand Quartier Général. 
Du 9 octobre 1918 au 2 janvier 1919, il est ministre de la Guerre de Prusse (Preußisches Kriegsministerium), devenant rapidement administrateur d'une guerre perdue.
Célibataire, Heinrich Scheüch meurt à Bad Kissingen le 3 septembre 1946 .

## Décorations
Croix Pour le Mérite (1918).

 Croix de fer de 1re classe.

 Croix de fer de 2e classe.

 Ordre de l'Aigle rouge (1911).